# Аллан Мойл
Аллан Мойл (англ. Allan Moyle; 1947, Шавініґан) — канадський актор, режисер та сценарист.

## Фільмографія
Його першим великим фільмом став «Таймс-сквер» (1980). Під час монтажу фільму він зіткнувся з продюсером Робертом Стігвудом, який, як повідомлялося, хотів, щоб сцени діалогів були видалені та замінені більшою кількістю музичних треків, щоб супровідний саундтрек можна було розширити до подвійного альбому. Мойл відмовився робити скорочення, тому Стігвуд звільнив його та зробив скорочення сам. Після цього у вісімдесятих роках Мойл написав роман, який так і не був опублікований, але став основою для сценарію його фільму «Врубай на повну котушку», який його вмовили зняти. Фільм був випущений в 1990 році. Відтоді Мойл зняв ще ряд фільмів.

| Рік  |   | Українська назва            | Оригінальна назва              | Роль               |
| ---- | - | --------------------------- | ------------------------------ | ------------------ |
| 1974 | ф | Монреальська траса          | Montreal Main                  | актор, сценарист   |
| 1976 | ф |                             | East End Hustle                | актор, сценарист   |
| 1977 | ф | Несамовитий                 | Outrageous!                    | актор              |
| 1977 | ф |                             | The Rubber Gun                 | режисер, сценарист |
| 1977 | ф | Скажена                     | Rabid                          | актор              |
| 1980 | ф | Таймс-сквер                 | Times Square                   | режисер, сценарист |
| 1990 | ф | Врубай на повну котушку     | Pump Up the Volume             | режисер, сценарист |
| 1990 | ф |                             | Red Blooded American Girl      | сценарист          |
| 1992 | ф | Пістолет у сумочці Бетті Лу | The Gun in Betty Lou's Handbag | режисер            |
| 1992 | ф |                             | Love Crimes                    | сценарист          |
| 1995 | ф | Магазин "Імперія"           | Empire Records                 | режисер            |
| 1999 | ф |                             | New Waterford Girl             | режисер            |
| 2000 | ф | Обмін тілами                | XChange                        | режисер            |
| 2001 | ф |                             | Say Nothing                    | режисер            |
| 2007 | ф | Страхомісто                 | Weirdsville                    | режисер            |